# Třída ASWF
Třída ASWF (Anti-Submarine Warfare Frigate) je perspektivní třída protiponorkových fregat vyvíjených pro námořnictva Belgie a Nizozemska. Ve službě obou námořnictev nahradí fregaty třídu Karel Doorman. Celkem byly objednány čtyři jednotky této třídy. Oba uživatelé získají po dvou kusech. Dodání fregat je plánováno na roky 2028–2030.

## Stavba
Vývoj nové generace fregat a minolovek pro námořnictva Belgie a Nizozemska začal roku 2013. Roku 2016 oba státy uzavřely dohodu o společném vývoji obou tříd, přičemž vývoj fregat vede Nizozemsko a minolovek Belgie. Fregaty ve službě nahradí třídu Karel Doorman a minolovky třídy City nahradí třídu Tripartite. Celkem byla plánována stavba čtyř fregat této třídy. Oba státy získají po dvou jednotkách. Hlavním kontraktorem celého programu nových fregat je nizozemská loděnice Damen Group a hlavním dodavatelem elektroniky Thales. Plánováno je, že Nizozemsko získá první fregatu v roce 2028, druhou v roce 2029 a v roce 2030 program uzavření dodávka obou zbývajících fregat Belgii.
Kontrakt na stavbu čtyř fregat podepsalo nizozemské ministerstvo obrany se společnostmi Damen Group a Thales v červenci 2023.
Ve službě by fregaty mohly spolupracovat s protiponorkovými drony, jejichž vývojem bylo pověřeno konsorcium Naval Design (Damen Naval, MARIN a DEMCON).
V září 2024 nizozemské ministerstvo obrany informovalo, že tamní vláda odsouhlasila uvolnění dalších dodatečných prostředků pro posílení ozbrojených sil. Nizozemská vláda mimo jiné rozhodla o akvizici druhého páru protiponorkových fregat třídy ASWF (a šest vrtulníků NH90 NFH) pro nizozemské námořnictvo.

## Konstrukce
Fregaty se vyznačují vysokou mírou automatizace, což umožní provoz s posádkou pouhých 110 osob (na palubě zároveň budou ubikace pro 40 dalších osob). Široce budou uplatněna opatření pro redukci signatur. Sestava vybavení a výzbroje čeká na upřesnění. Budou vybaveny bojovým řídícím systémem Thales AWWS (Above Water Warfare System), radary Thales APAR, Thales Sea Master 400 a Terma SCANTER 6002, dále trupovým sonarem a vlečným sonarem s měnitelnou hloubkou ponoru. Požadovány jsou pasivní i aktivní protitorpédové obranné systémy.
Hlavňovou výzbroj bude tvořit jeden 76mm kanón OTO Melara Sovraponte v dělové věži na přídi, dva 40mm kanóny Bofors L/70 Mk4, dva kulomety ve zbraňových stanicích a raketový systém bodové obrany RIM-116 Rolling Airframe Missile. Fregaty dále ponesou osm protilodních střel Naval Strike Missile a vertikální odpalovací zařízení Mk 41 pro protiletadlové řízené střely ESSM Block 2. Nizozemské fregaty ponesou šestnáct sil pro 64 střel ESSM. Pro belgické fregaty byly zakoupeny dvě osminásobná sila, takže každá ponese pouze jedno. Hlavní protiponorkovou zbraní budou 324mm lehká protiponorková torpéda Mk.54, která budou vypouštěna jak z palubních torpédometů, tak z palubního vrtulníku. Na zádi se nachází přistávací plocha a hangár pro protiponorkový vrtulník NH90 NFH. Počítá se s možností nasazení dronů. Na bocích trupu budou po roletami ukryty dva rychlé čluny RHIB.
Pohonný systém bude koncepce CODLAD. Kombinuje dva diesely MAN 20V28/33D STC, každý o výkonu 13 600 hp a čtyři dieselgenerátory MAN 16V175D-MEV, každý o výkonu 3700 hp, pohánějící prostřednictvím dva převodovek RENK dva lodní šrouby se stavitelnými lopatkami KaMeWa. Nejvyšší rychlost přesáhne 30 uzlů.